# Рекламна фотографія

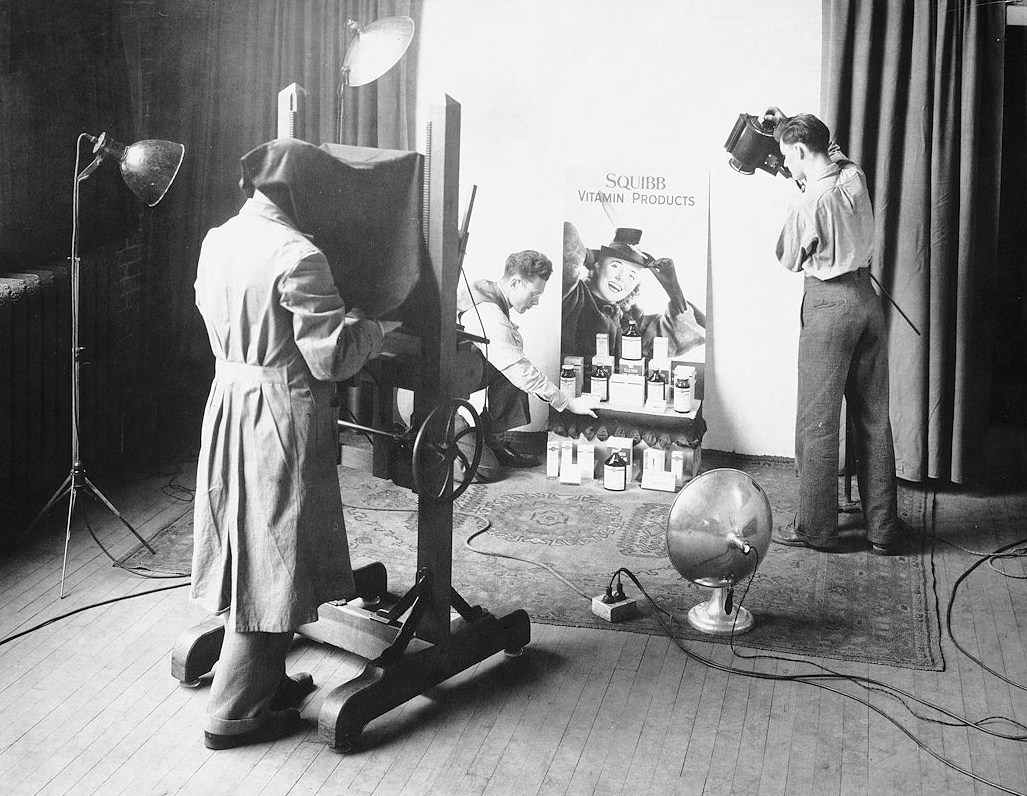
Знімання реклами на вітаміни Squibb в фотостудії. 1922

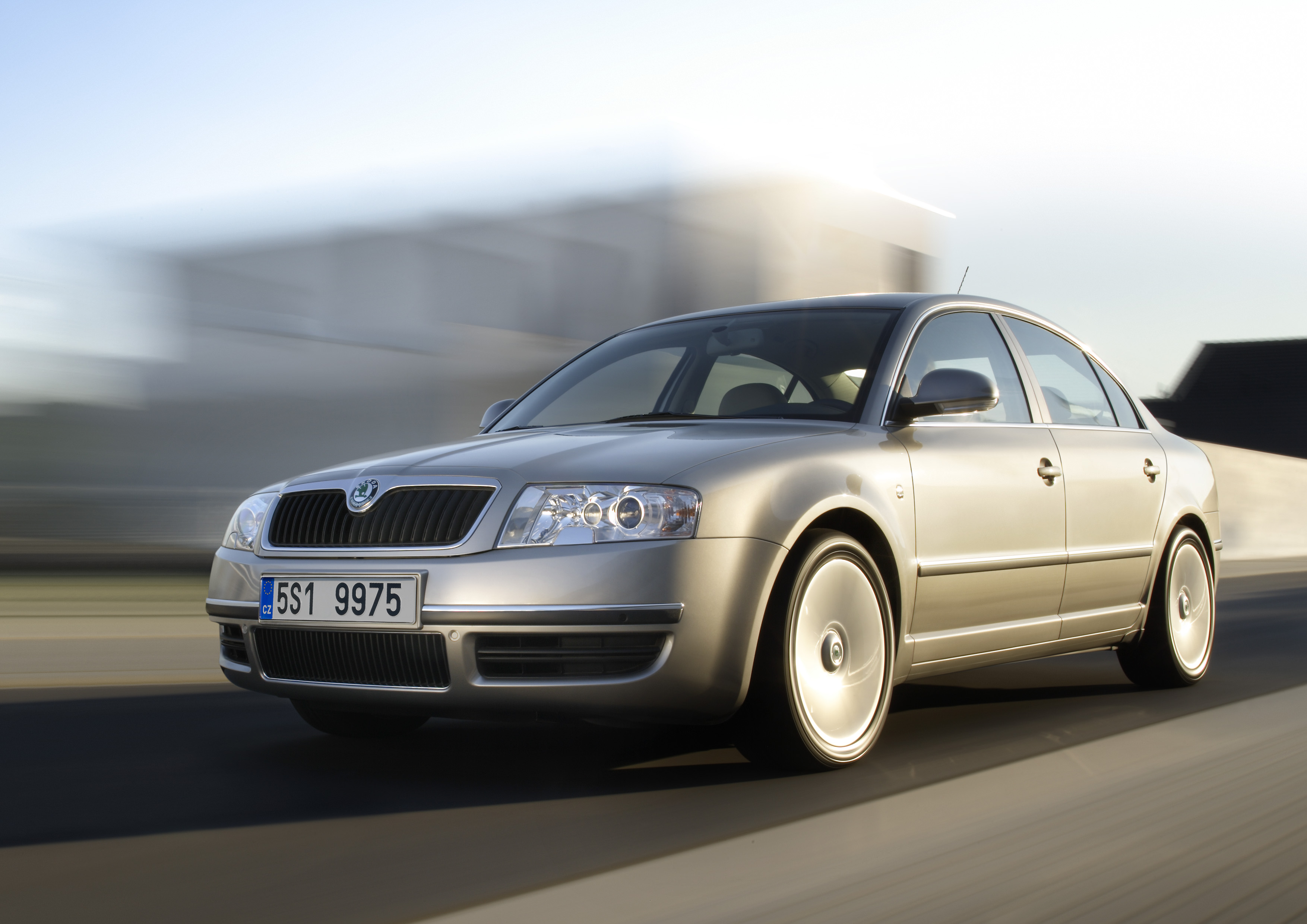
Рекламна фотографія автомобіля, 2008

Рекла́мна фотогра́фія (рекламна фотозйомка) — це особливий жанр фотографії, один з видів «комерційної фотографії», який включає в себе практично всі жанри, але не замінює жоден з них.
Цей термін характеризує отримання зображення, яке використовуються при оформленні:
- макетів, оголошень у пресі;
- зовнішньої реклами;
- музичної і відеопродукції;
- інтернет-ресурсів.

Рекламна фотографія також застосовується при виготовленні поліграфічної продукції:
- календарів;
- корпоративної та представницької продукції;
- постерів;
- буклетів, проспектів;
- каталогів;
- упаковки товарів.

## Види рекламної фотографії
- Іміджева фотографія
- Предметна фотографія
- Каталожна фотографія
- Інтер'єрна фотографія
- Діловий портрет
- Політичний портрет